# La posta del cuore (programma televisivo 1998)
La posta del cuore è stato un programma televisivo italiano di genere comico-satirico, realizzato da Sabina Guzzanti e Carlo Freccero, andato in onda dal 18 ottobre al 29 novembre 1998 su Rai 2, con una puntata speciale, chiamata La posta del cuore - Tutto quello che avreste voluto vedere, il 6 dicembre 1998.

## Il programma
Protagonista del programma, Sabina Guzzanti nei panni di Valeria Marini, offrì anche altre imitazioni di importanti personalità del mondo politico, come Massimo D'Alema, Che Guevara ed Irene Pivetti.
Ospiti fissi erano Corrado Guzzanti, Neri Marcorè, Caterina Guzzanti, Paola Cortellesi, Francesca Reggiani, Francesco Paolantoni, Michele Cucuzza, Cinzia Leone, Pier Francesco Loche, Simona Izzo e Anna Marchesini; proprio in quella trasmissione Anna Marchesini interpretò per la prima volta il celebre personaggio della sessuologa Merope Generosa (ispirandosi alla sessuologa Gianna Schelotto). Cinzia Leone interpretò la moglie di Gianfranco Fini, ricevendo non poche critiche, che la costrinsero nelle puntate successive ad abbandonare il personaggio, e ripiegare sull'imitazione di Gianfranco Fini stesso.
Tra gli autori ed ideatori del programma c'era anche la show girl Valeria Marini, che, in polemica con la Guzzanti per un improvviso cambio di rotta di quest'ultima, decise di co-condurre soltanto la prima puntata dello spettacolo. In seguito la Guzzanti venne affiancata dall'attore statunitense Clayton Norcross, ex interprete di Thorne Forrester nella soap opera Beautiful.

## I personaggi
- Valeria Marini: Interpretata da Sabina Guzzanti, in un primo momento doveva essere l'immagine riflessa di quella vera (che condusse con lei la prima puntata), ma in seguito alla rottura con la Marini, passò ad essere lei la conduttrice del programma.
- Che Guevara: Interpretato da Sabina Guzzanti, con tanto di sigaro cubano in bocca, Che Guevara era tornato per riproporre i suoi ideali e per ricandidarsi alle elezioni. Veniva intervistato da una parodia di Gianni Minà (fatta da Neri Marcorè) che però a volte sviava dalle domande venendo attratto fortemente dal politico cubano.
- Massimo D'Alema: Interpretato da Sabina Guzzanti. Il suo Massimo D'Alema era un politico, oltre che arrogante, anche narcisista e innamorato di sé stesso al punto di corteggiarsi con qualunque mezzo. Nell'ultima puntata, i due D'Alema si troveranno dentro una tenda e finalmente si scambieranno un bacio.
- Cleto: Interpretato da Clayton Norcross, Cleto era l'autoironico fidanzato di Valeria Marini. Spaesato, ogni volta attendeva la fine del programma per fare quello che gli piaceva tanto: andare a mangiare "la pizza con la pummarola 'n copp'".
- L'Ispettore Derrick: Interpretato da Francesca Reggiani, era la parodia del poliziotto integerrimo interpretato dall'attore tedesco Horst Tappert. Girava per lo studio cercando indizi e canticchiando ogni tanto la sigla d'apertura de "L'Ispettore Derrick" dicendo "Ta-Dà! Tre, quat! Ta-Dà! Set, Ot!".
- La Signora Lorena: Interpretata da Francesco Paolantoni, era una casalinga con sette figli a cui aveva dato il nome di alcune delle soap opera in voga in quegli anni, come Sentieri, Santa Barbara o Topazio. La sua particolarità era che alle domande che la Marini-Guzzanti le poneva, lei prima rispondeva in dialetto napoletano, poi cominciava la traduzione in perfetto italiano. Alla terza domanda, iniziava un monologo in napoletano stretto e, quando la Marini diceva di non averla capita, la signora Lorena diceva "Questa non l'ho capita nemmeno io!".
- La ragazza della posta: Interpretata da Paola Cortellesi, era una ragazza all'apparenza spensierata che leggeva le lettere che arrivavano alla Posta del Cuore con dei motivetti in rima, concludendo sempre con il tormentore "E viva l'amor!".
- Daniela Fini: Interpretata da Cinzia Leone, era la fotocopia dell'allora moglie di Gianfranco Fini, all'epoca leader di Alleanza Nazionale. Dal carattere bellicoso, omofobo e razzista, difendeva sempre il marito e aveva pure un tormentone che diceva "Oh, nun me tocca' Gianfranco che te un omo così nun l'hai mai conosciuto! Senza contare il fatto che, a letto, lui è dichiaratamente un picchio!" e aveva una passione smodata, la Lazio. Il personaggio di Daniela Fini però ebbe durata breve a causa delle critiche che vennero da quest'ultima, e dalla puntata successiva la Leone interpretò Gianfranco Fini stesso.
- Geri Halliwell: Interpretata da Caterina Guzzanti, era la parodia dell'ex componente delle Spice Girls (che all'epoca aveva lasciato il gruppo). Una ragazza molto esuberante che, oltre a sbagliare la personalità delle sue quattro ex colleghe (confondeva Victoria con Emma e Mel C con Mel B), si definiva "zoccoletta". Secondo il suo personaggio, se ne sarebbe andata perché le altre quattro Spice non le facevano nient'altro che scherzi come sostituire il suo profumo preferito con urina di gatto. Aveva anche un suo tormentone quando parlava del suo fidanzato italiano, un tal Giampiero di Frosolone, che si scoprì in seguito esistere realmente e chiese di non citarlo più nel programma.
- Michele Cucuzza: L'allora telegiornalista del TG2 interpretava sé stesso in improbabili servizi ed edizioni straordinarie del telegiornale dove lavorava in cui parlava della scomparsa di un'ipotetica fidanzata di nome Cinzia Pandolfi, a volte cadendo anche preda dello sconforto mettendosi a piangere perché lei lo aveva lasciato e suscitando così ilarità generale.